# Зубчатка (петлиця)

Полковник УГА Г.Стефанів з відповідними петлицями «зубчаткою» булавної старшини

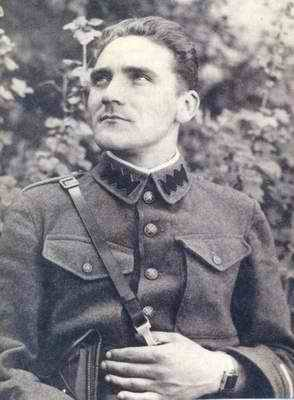
Омелян Герман-«Орлик» у формі чотаря батальйону «Роланд»

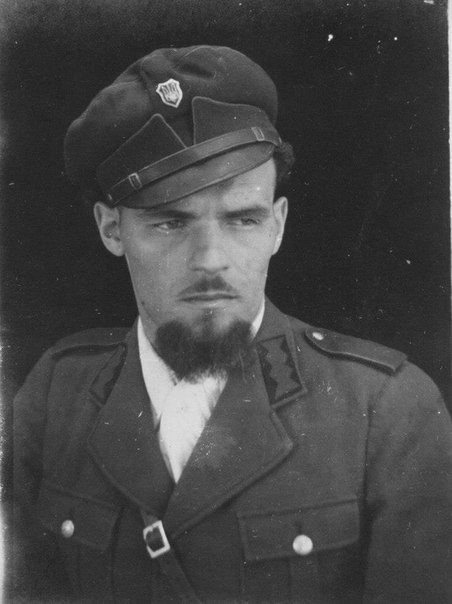
Сотник УПА Д.Білінчук з петлицями «зубчаткою»

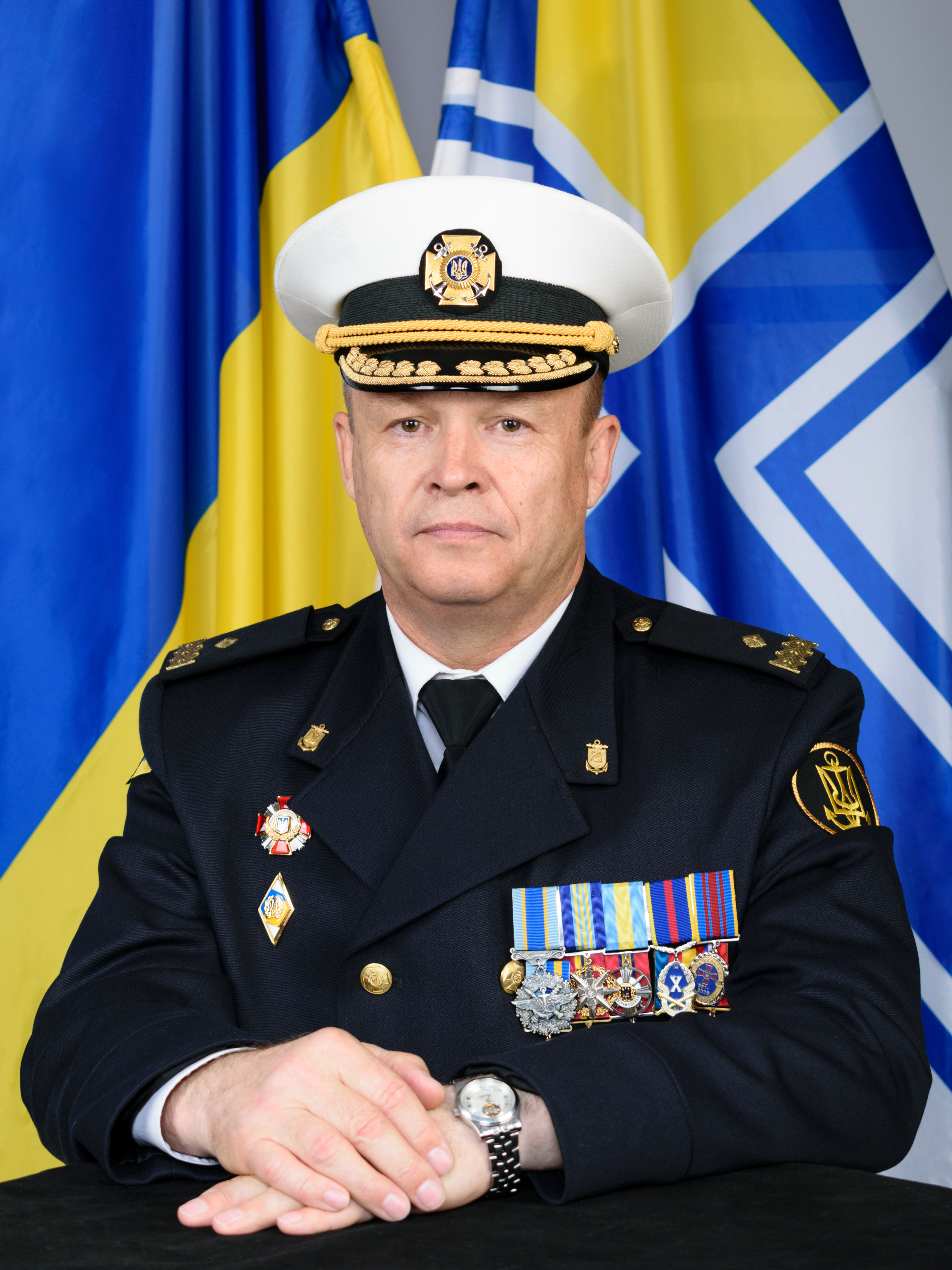
Генерал-майор ЗСУ В.Черненко з «зубчаткою» на погонах (2017)

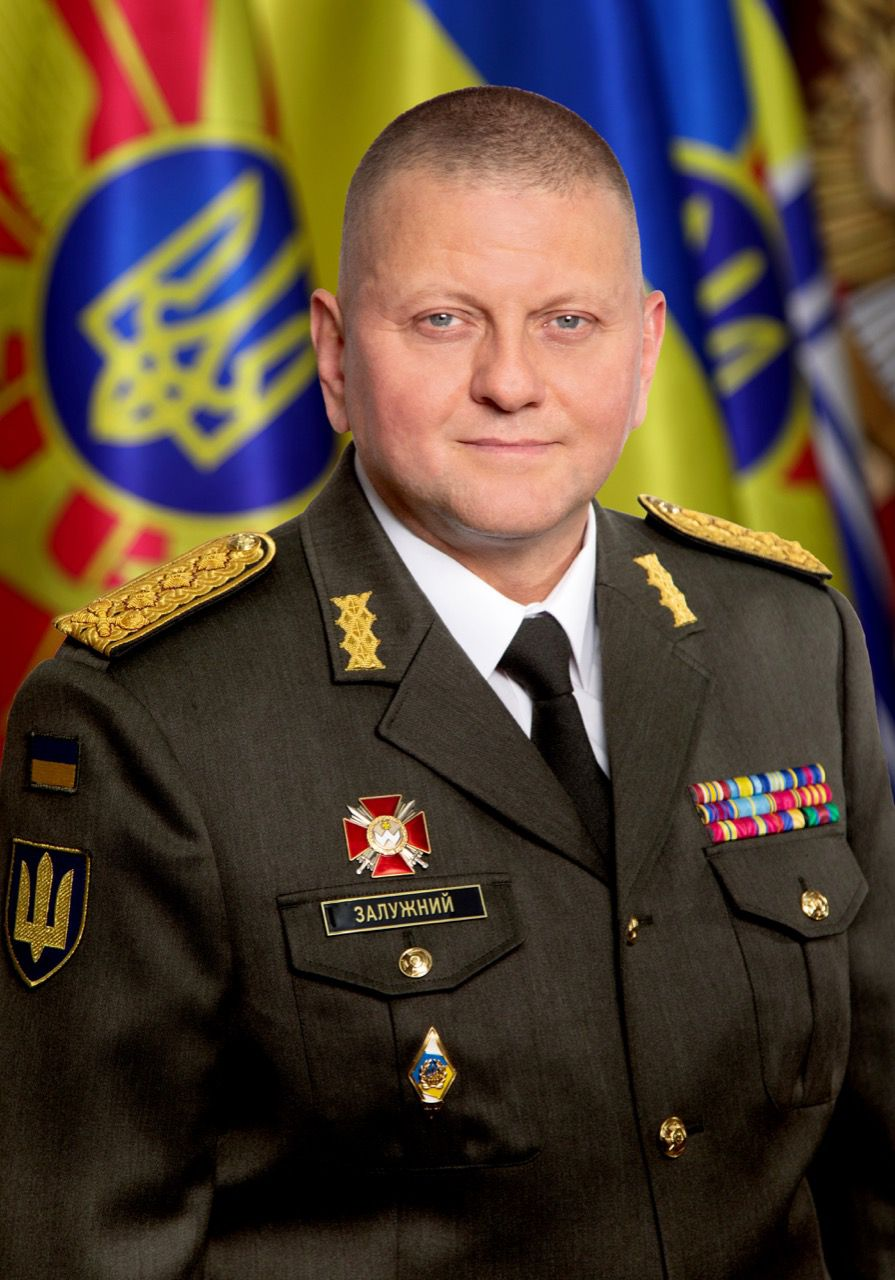
Генерал-лейтенант ЗСУ В.Залужний з «зубчаткою» на комірі (2021)

Зубчатка — тип петлиць притаманний для українських військових формувань. З’явилася на початку ХХ століття в Українській Галицькій Армії. 
У середині ХХ століття, за часів Другої світової війни зубчатки знову з’являються на одностроях українських військових та правоохоронних формувань, таких як легіон « Роланд» та в українській цивільній поліції в Галичині.  В Українській повстанській армії також використовувалися зубчатки за петлиці.

## Українська Галицька армія(1919—1920)
Українська Галицька армія (УГА), збройні сили Західно-Української Народної Республіки (ЗУНР). 22 квітня 1919 року розпорядом (наказом) державного секретаріату військових справ (ДСВС) Західної області УНР було регламентовано однострій військовослужбовців. На комірах одностроїв з’являються петлиці - «зубчатки», своєрідні петлиці, притаманні саме цій військовій формації. 
Згідно з типом зубчатки, була можливість визначити, до якого класу належить військовик, а також рід зброї. В залежності від роду зброї колір зубчатки міг бути синій (піхота), жовтий (кавалерія), сірий (технічні війська), червоний (артилерія) або малиновий (жандармерія). 
Зубчатка підстаршини та рядових військовиків, кольору роду військ, мала розміри 72×24 мм. Зубчатка сотенної старшини (молодші офіцери) була обведена золотим 3 мм шнуром і мала розміри 72х30 мм. Булавна чи полкова старшина (старші офіцери) використовувала таку ж саму зубчатку, але на золотому прямокутному підкладі (72х30 мм). Генерали (генеральна старшина) мали срібну зубчатку, на прямокутному золотому підкладі (72х34 мм) 
.

## Батальйон «Роланд»
Батальйон (курінь) «Роланд» (нім. Battalion Ukrainische Gruppe «Roland») — батальйон ДУН, утворений з ініціативи ОУН (б) за домовленістю з вищими офіцерами Вермахту у квітні — червні 1941 року з метою підготовки кадрів для майбутніх українських збройних сил та застосування проти радянських військ.
На комірах одностроїв були нашиті петлиці - «зубчатки» темно-червоного кольору. Починаючи з бунчужного і закінчуючи сотниками зубчатки обшивалися золотим шнуром, діаметром 1,5-2 мм. Зубчатки старшин нашивалися на прямокутний клапан, виготовлений з матеріалу жовтого кольору. Однак, у зв'язку з нестачею зубчаток, більшість вояків «Роланда» носили на комірі німецькі петлиці у вигляді тканих подвійних вузьких котушок, хоча більшість підстаршин усе ж намагалися знайти можливість виготовити та носити саме зубчатки.

## Українська повстанська армія
В Українській повстанській армії (УПА), враховуючи напівпідпільний характер організації, спостерігається різноманіття використовуваних одностроїв (як трофейних так і саморобних). Але згідно сберігшимся світлинам було не поодиноким використання за петлиці чорно-червоних «зубчаток».

## ЗСУз 2016 року
5.07.2016 року президентом України був затверджений «Проект однострою та знаки розрізнення Збройних Сил України». У розділі «Схема забезпечення спадкоємності українських національних традицій у пропонованих знаках розрізнення військових звань на прикладі однострою почесної варти збройних сил України» вказуються елементи запропонованого нового однострою які основані на елементах які використовувалися у попередній українських військових формуваннях. Зокрема знаки категорії на погонах генеральського складу ЗСУ, розроблені на основі зубчатки генералів УГА.

## ЗСУв2017року
18.07.2017 року виходить наказ Міністерства оборони України №370 «Про затвердження Зразків військової форми одягу та загальних вимог до знаків розрізнення військовослужбовців та ліцеїстів військових ліцеїв» , в наказі серед іншого надані зразки знаки категорій військовослужбовців на погонах, таких як «зубчатка» для генералів та «плетінка» для старших офіцерів.

## ЗСУз2020року
30.06.2020 року виходить наказ Міністерства оборони України №238 «Про внесення змін до наказу Міністерства оборони України від 20 листопада 2017 року N 606» . У главі Наказу V «Правила носіння погонів, емблем та нарукавних і нагрудних знаків», розділі 1 «Носіння погонів» та у Додатку до Наказу 2, вказуються елементи нового однострою, серед змін якого є те, що «зубчатку» на погонах вищого офіцерського складу було змінено на «схрещені булави». 
Згідно Додатку 1 та Додатку 2 (Розділ XIV «Емблеми на комір парадної та повсякденної форми одягу Збройних Сил України», мал.256) до Наказу, «зубчатки», залишаючись знаками вищого офіцерського складу, стали розміщуватися на комірах кітелів вищого офіцерського складу. «Зубчатка» виконана з жовтого (золотистого) матеріалу в Сухопутних силах, Повітряних силах, десантно-штурмових військах; та з чорного матеріалу в ССО ЗСУ. 
В військово-морських силах ЗСУ «зубчатка» з жовтого (золотистого) матеріалу присутня на комірах кітелів вищого офіцерського складу, який не має корабельних званнів. Коміри тужурок адміралів не несуть на собі ніяких емблем, залишаючись порожніми.